# Michel Piola

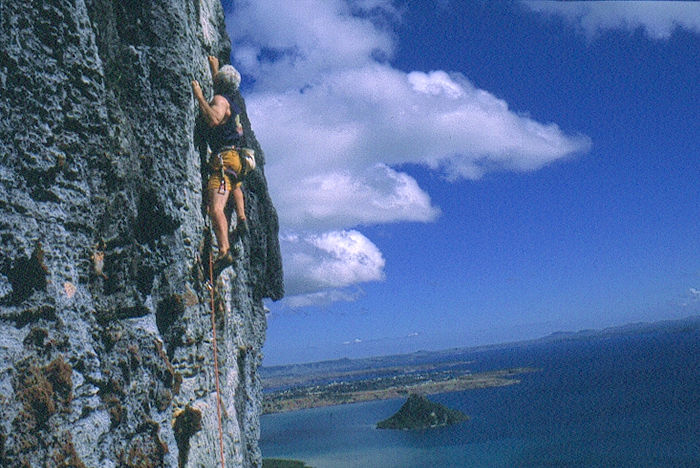
Michel Piola in der Montagne des Français, Madagaskar, undatiert

Michel Piola (* 26. September 1958 in Genf) ist ein Schweizer Alpinist und Sportkletterer. Er gilt als der produktivste Routensetzer weltweit mit über 1500 von ihm erschlossenen Kletterrouten auf fast allen Kontinenten.
1993 erhielt er den Piolet d’Or für die Erstbegehung der Route Dans l’œil du cyclone am Torres del Paine in Patagonien. Als alleiniger oder gemeinschaftlicher Autor hat er über 40 Bücher, Topos und andere Werke verfasst.

## Leben
Piola wuchs in Genf auf und machte seine ersten Klettertouren am Hausberg Salève. Mit gut zwanzig Jahren war er 1979 der erste, der am Rand der Eiger-Nordwand eine Sportkletterroute eröffnete. Er gab damals dem Genferpfeiler seinen heutigen Namen. 
Alpinismus und Sportklettern waren ehemals getrennte Welten. Deshalb galt es als Sensation, als es Piola in den folgenden Jahren ins Mont-Blanc-Gebiet zog und er 1981 an der Aiguille des Pèlerins eine Sportkletterroute im Granit der grossen Gipfel setzte. 1982 eröffnete er die Route Le Voyage selon Gulliver am Grand Capucin, bis heute eine der am besten bewerteten, anspruchsvollen Routen der Alpen. Hier zeigte sich sein bis ins Alter durchgehaltener Stil beim Setzen von Routen: mit einem Schwierigkeitsgrad 7b nur noch von erfahrenen Kletterern zu bewältigen, 450 Höhenmeter, spektakulärer Ausblick auf die benachbarte Brentaflanke. Bohrhaken setzte Piola nur in die Granitplatten; wo Risse zur Verfügung stehen, muss sich der Kletterer selbst sichern. Autor und Bergfilmmacher Malte Roeper nennt das: «Es war keine neue Dimension von Schwierigkeit, sondern von Erlebnis: Freiklettern! In DIESER Umgebung!»
In diesem Stil machte Piola in über 40 Jahren mehr als 1500 Erstbegehungen, nicht nur als Sportkletterer, sondern auch Besteigungen im alpinen Stil in Patagonien und im Karakorum. Wo er Routen erschliesst, ist es ihm immer wichtig, dass sie von anderen wiederholt werden können. Reine Schwierigkeit ist nicht sein Anliegen. Im Interview nannte er eine Gelegenheit, sich zu verbessern, als Ziel und akzeptierte auch den Begriff «spielerisch» dafür.
Michel Piola arbeitet als Bergführer. Er lebt heute wieder in Genf, nachdem er Jahrzehnte ein Haus in La Croix-de-Rozon bewohnte.

## Film
- Passion d’Ouverture – Michel Piola, R: Yannick Boissenot, 2014 (37 min)[6]